# Negreta

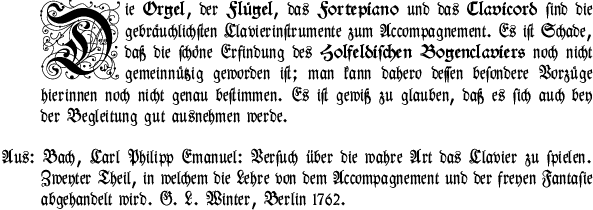
Text en alfabet gòtic escrit amb lletres en negreta.

La negreta és un tipus de lletra de la mateixa mida però de traç més gruixut que la lletra fina, i tant pot ser rodona com cursiva. Es tracta d'un recurs visual per destacar determinats elements d'un text o d'un escrit, i com a tal respon més a la voluntat de qui escriu que no pas a criteris generalment establerts. Cal emprar aquest recurs tipogràfic amb molta mesura i, com a norma general, la negreta s'utilitza només per destacar títols i subtítols de llibres i d'altres textos llargs, i també, quan la cursiva resulta insuficient, per destacar determinats elements en textos breus, com ara tríptics, cartells o díptics. Als llibres de text ressalta els conceptes claus de cada tema que hauran de ser memoritzats pels alumnes.